# 弘文館
弘文館（ホンムングァン）は、李氏朝鮮の行政機関及び研究機関。正二品衙門。玉堂とも称した。
王宮書庫に保管された図書を管理を任され、古典文学を専攻して王や官僚の問いに応じた。官員は全部文官であり、全員経筵の官職を兼任し、副提学から副修撰までは全員知制誥を兼任した。

## 歴史
高麗恭愍王5年(1356年)に修文殿・集賢殿学士を置いた。しかし職務はなく、朝鮮時代世宗2年(1420年)に世宗によって拡大・改編された。 以前までは官庁もなく、職務もなかったがこの時、庁舎が与えられ、経典、歴史書の管理と問い合わせを担当した。
以後に世祖2年(1456年)に端宗復位計画が発覚し、同年6月6日に集賢殿が廃止、経筵をする為に、所蔵している本を芸文館で掌握するようにした。世祖6年(1460年)5月22日には吏曹で不要不急な官庁の廃止が決まり、集賢殿・寶文閣などは廃止することを求めた。これで集賢殿は完全に廃止されることが決定した。世祖9年(1463年)に集賢殿の機構を模倣、進読庁・経筵院・弘文館などが設置された。
成宗9年(1478年)3月19日に再び芸文館副提学以下の閣員を弘文館の官職に任命するようにして芸文館を分離・改編した。
隆煕元年(1907年)に弘文館は廃止された。

## 構成
| 品階  | 官職   | 定員 | 備考             |
| ----- | ------ | ---- | ---------------- |
| 正1品 | 領館事 | 1名  | 議政             |
| 正2品 | 大提学 | 1名  | 他の官職との兼任 |
| 従2品 | 提学   | 1名  | 他の官職との兼任 |
| 正3品 | 副提学 | 1名  |                  |
| 正3品 | 直提学 | 1名  |                  |
| 従3品 | 典翰   | 1名  |                  |
| 正4品 | 應教   | 1名  |                  |
| 従4品 | 副應教 | 1名  |                  |
| 正5品 | 校理   | 2名  |                  |
| 従5品 | 副校理 | 2名  |                  |
| 正6品 | 修撰   | 2名  |                  |
| 従6品 | 副修撰 | 2名  |                  |
| 正7品 | 博士   | 1名  |                  |
| 正8品 | 著作   | 1名  |                  |
| 正9品 | 正字   | 3名  |                  |